# ネリー・キム
ネリー・ウラジーミロヴナ・キム（英: Nellie Vladimirovna Kim 露: Нелли Владимировна Ким ロシア語発音: [nʲɪlʲɪ vlədʲɪmʲɪrəvnə kʲim] ( 音声ファイル), 1957年7月29日 - ）は、ソビエト連邦（現ロシア連邦）の元女子体操競技選手。1976年のモントリオール五輪で3つの金メダルと1つの銀メダルを獲得し、1980年のモスクワ五輪でも2つの金メダルを獲得した。五輪大会の跳馬とゆかで史上初めて10点満点の採点を受けた選手である。
競技生活引退後はコーチ、審判員のほか国際体操連盟の委員として活動しており、2016年10月に国際体操連盟の副会長に選出された。1999年6月に国際体操殿堂入りしている。

## 経歴

### 生い立ち
1957年7月29日、ネリー・キムはソビエト連邦タジク・ソビエト社会主義共和国レニナバード州（現タジキスタン共和国ソグド州）の街シュラブで、朝鮮系ソビエト人の父ウラジーミル・ニコラエヴィッチ・キムとタタール人の母アルフィア・ガジゾーヴナ・サフィナの長女として生まれた。彼女が生まれた後すぐに父がカザフ・ソビエト社会主義共和国（現カザフスタン共和国）シムケントにあるスレート工場に転職したため、一家はシムケントに移った。
キムは9歳、小学校3年生のときにスパルタクスポーツ協会のシムケント第3青少年スポーツ学校へ入学した。彼女のコーチになったのはウラジーミル・ボイソヴィッチ・バイディンとその妻のガリーナ・ワシリーエヴナ・バルコワである。2人は当時、シムケント市内の各小学校を熱心に訪問して、小学校の児童たちをスポーツ学校に勧誘していた。
スポーツ学校に入学したのは偶然からのことだった。ある日、通学する小学校で算数の授業を受けていたとき、突然、見知らぬ男性が教室に入ってきて教壇に登った。それがバイディンだった。青少年スポーツ学校で体操競技のコーチをしていると自己紹介した上で彼は、「この中に体操をしてみたい女の子はいますか？」と質問した。それに対してキムも含めたクラスの女子児童のほぼ全員が手を挙げたので、バイディンはさっそく志望者を廊下に集めて「入学試験」を始めた。彼はあらかじめ小学校の教師に連絡をとり、授業中に児童の勧誘をすることの了解を教師から得ていたのである。
バイディンは廊下に集まった各志望者にジャンプや姿勢などのテストを行った後、「ブリッジ」の姿勢をとるよう求めた。しかし、キムはうまくブリッジの姿勢をとることができなかった。彼が顔を曇らせるのを見た彼女は不合格だと思って落胆したが、「入学試験」を終えたバイディンはキムに対して翌日の放課後に体操服を持ってスポーツ学校へ来るようにと伝えた。それが彼からの「合格通知」であり、こうして彼女は体操競技選手としての第一歩を踏み出した。キムはその日が1966年9月15日だったことを記憶している。
スポーツ学校に入学した当初は仲間の多くと比べて選手として重要な身体の柔軟性が充分ではなかった。ブリッジの姿勢をとることができなかったのもそのためだったが、熱心にトレーニングに取り組むことでこれを克服していった。バルコワは後年、「キムに初めて会ったときは、じっとしていることさえ我慢できないほどの『おてんば』だというのが第一印象だったが、負けず嫌いで常に最高であることを目指しており、人一倍厳しいトレーニングを積む子だった」と語っている。
キムは幼少の頃から近所の子供たちとともに外で遊ぶことをいちばんの楽しみとしており、さまざまなスポーツをすることも好きで、中でも水泳とアイススケート、フットボールを好む快活で活発な少女に育った。そのため、当初はスポーツ学校でレクリエーションとして体操を楽しむつもりだったが、学校でのトレーニングの内容は時間が経つにつれて厳しいものとなり、仲間との競争も次第に激しくなっていったことからオーバーワークの状態に陥り、学校を辞めたいと思うこともしばしばだった。しかし、その頃には体操競技なしでの自分を考えられなくなっていたため、そのたびに思いとどまった。
苦労することも多かったものの彼女の成長は順調であり、スポーツ学校に入学した1年後にはマットの上での宙返りを習得し、2年後には段違い平行棒でも宙返りをすることができるようになっていた。

### 競技生活
1968年から競技大会への出場を始め、2年目の1969年にシムケントで開かれたスパルタク共和国選手権大会で初めて金メダルを獲得した。しかし、その1年後に彼女は五輪で9つの金メダルを獲得した著名な元体操競技選手のラリサ・ラチニナから「キムには将来性がない」と指摘を受ける。バイディンは「ラチニナの言い方は厳しいが、その指摘は間違っていない」とキムにさらなる努力を促し、一方の彼女は将来性がないのであれば、これからどうすればいいのかと不安を感じながらもこれに耐えた。
それから約2か月後、ソビエトユース代表チームのヘッドコーチを務めるリディア・ガヴリーロヴナ・イワノワから「すぐにスフミへ来るように」との連絡を受けた。その頃、スフミではユース代表の合宿が行われていた。キムに着目し、選手として評価していたイワノワは彼女をユース代表に招集したのである。彼女はスフミへ行ってチームと合流し、しばらくの間、代表の合宿でトレーニングを行なった。シムケントを離れ不慣れな土地でトレーニングをするのは初めてだったが、スフミで体操競技に関するさまざまな新しい知識と経験を得た。
初めて大きな全国大会に出たのは1971年である。その年のジュニアソビエト連邦選手権に出場し、個人総合で5位に入った。翌1972年12月のジュニアソビエト連邦選手権では個人総合で銀メダルを獲得し、跳馬と段違い平行棒で金メダルを獲得と前年から大きく成績を伸ばした。この大会の平均台で、その年の8月に開催されたミュンヘン五輪でオルガ・コルブトが演じたような宙返りを決めて注目を集め、イワノワからも「順調に成長していることが明確に見て取れる」との賛辞を受けている。
1973年のオールユニオン・ユーススポーツ大会では15歳でカザフチームのキャプテンに選ばれ、チームを率いて団体総合と個人総合、平均台で金メダルを獲得した。同年8月に東ドイツ（現ドイツ）のゲーラで開かれた東側諸国によるドルーズバ国際ユース競技大会でルーマニアのナディア・コマネチと初めて対戦。個人総合でコマネチに次ぐ銀メダルを獲得した後、自身初のシニアの全国大会であるソビエト連邦カップでは個人総合で8位に入り、段違い平行棒ではリュドミラ・ツリシチェワと同点で金メダルを獲得。続いて11月にニコライ・アンドリアノフらとともに日本へ移動し、名古屋市で開催された中日カップに出場して金メダルを獲得した。キムは初めて経験するエキゾティックな日本に強い印象を受け、また、加藤澤男・塚原光男など大選手たちのホームランドで優勝したことは彼女にとって喜びでもあった。当時の中日ニュースは中日カップを報道する記事の中でキムを「16才の妖精」「第二のコルブト」と評している。
翌年の1974年には、5月にロストフ・ナ・ドヌで開かれたソビエト連邦選手権において初出場で個人総合の銅メダルを獲得。さらに8月にヴィリニュスで行われたソビエト連邦カップの個人総合でもツリシチェワに次ぐ銀メダルを獲得し、これらの好成績が評価されたキムはその年の10月にブルガリアのヴァルナで開催される世界選手権のソビエト代表に初めて選ばれた。大会では団体総合予選・跳馬の規定演技の着地の際に足首を捻挫したが、それでも出場を続行してチームの団体総合金メダル獲得に貢献した。しかし、その夜から捻挫した足首が腫れ上がり痛みがひどくなったため個人総合決勝は欠場して少しでも痛みが和らぐのを待ち、大会最終日の種目別決勝に出場して平均台で銅メダルを獲得した。この大会はキムが経験する初めてのシニアの世界選手権だったことから、彼女はこの大会でどうしてもメダルを獲りたいと考えていた。さらに足首を痛めながら獲得したこともあり、彼女にとってこの銅メダルは現役生活の中でもとりわけ思い入れのあるメダルとなった。
続く1975年は、3月に開かれたソビエト連邦カップの個人総合で銀メダルを獲得した後、5月にはノルウェーのシーエンで行われた欧州選手権に初めて出場し、同じく初出場であるコマネチと対戦。ここでも個人総合でコマネチに次ぐ銀メダルを獲得した。そして、7月にレニングラード（現サンクトペテルブルク）で開催されたソビエト連邦選手権でキムはツリシチェワやコルブトなどの強豪に勝ち、個人総合で金メダル、種目別でも3つの金メダル（段違い平行棒、平均台、ゆか）と1つの銀メダル（跳馬）を獲得した。この大会は4年ごとに開催されるソビエト連邦国民スパルタキアードの体操競技として開催されたため、そこでの彼女の勝利は当時のソビエトにおいて栄誉となるものだった。これを受けて、彼女の地元カザフの人々はキムに「鉄のネリー」というニックネームをつけた。
その直後に行われたモントリオール・プレ五輪大会での女子体操競技は、同年の欧州選手権シーエン大会で種目別のゆかを制したキムと、同大会でゆか以外の個人種目を制したコマネチとによる激しい戦いとなった。各種目で両選手による接戦が行われた結果、個人総合では先の欧州選手権に続きコマネチに次ぐ銀メダルだったが、種目別で3つの金メダル（跳馬、平均台、ゆか）と1つの銀メダル（段違い平行棒）を獲得した。このとき、キムは跳馬の種目別決勝で「前転跳び1回半ひねり」という難度の高い技を決め、米国体操協会が発行する月刊誌『Gymnast Magazine』誌もこれを特筆している。この技は彼女自身が前年1974年の世界選手権ヴァルナ大会において世界で初めて成功させたもので、国際体操連盟（仏: Fédération Internationale de Gymnastique、略称：FIG）により「キム」という技名がつけられて『FIG採点規則（FIG CODE OF POINTS）』にも掲載された。
このプレ五輪大会での女子体操競技について、当時のカナダの新聞は「キムの演技は、自然の微笑には勝利よりも価値があると思わせる瞬間の連続だった。きらめきがあり快活で生き生きとした演技、それがキムの演技スタイルである」と論評している。
モントリオール五輪を目前に控えた1976年5月のソビエト連邦カップでも、跳馬と平均台で金メダル、段違い平行棒で銀メダル、個人総合でもツリシチェワとコルブトに勝って金メダルを獲得した。世界のスポーツメディアは「今やキムがソビエト女子体操競技界の実質的なリーダーであり、来るべきモントリオール五輪でのメダル獲得が有望視される主要な選手の一人でもある」と考えており、米国のスポーツジャーナリストたちがシムケント市内にある彼女の自宅まで取材に訪れるようになっていた。英語が堪能な彼女は、米国からやってきた彼らとのインタビューに英語で応じていたとバルコワは語っている。
一方、ソビエトの国民やメディアは依然としてツリシチェワとコルブトがソビエト女子体操競技界のリーダーだと考えており、ソビエトコーチ評議会でさえもキムをリーダーだとは明確に示さなかった。ソビエトコーチ評議会が自らのチームのリーダーが誰かを正しく見極めることができなかった誤りをソビエトの専門家たちはモントリオール五輪終了後に認めている。
モントリオール・プレ五輪大会を終えて帰国した後の1975年秋にキムはバイディンから突然、新しい技に関する提案を受けた。それは、跳馬で「ツカハラ跳び1回ひねり」、ゆかで「後方2回宙返り」に挑戦するというものだった。これらの技を考案したのは、バイディンと交流があるモスクワ体育研究院准教授のレフ・コンスタンティーノヴィッチ・アントノフである。この提案にキムは戸惑った。全く新しい複雑なジャンプを習得する自信はなかったが、モントリオール五輪で勝つためにはそれを習得するしかないと考えた彼女は最終的に提案を受け入れて、2つの技を習得するため連日、トレーニングを重ねた。しかし、当初はこれらの技が要請する空中での連続した複雑な動作を円滑に行うことは容易ではなく、また彼女は当時、足首を痛めていたこともあって、着地を決めることは特に困難だった。キムは練習熱心だったが、ただ漫然と長時間の練習をすることは好まなかった。彼女にとって練習とは楽しむことであり、ひたすら同じ練習に集中して打ち込み続けることも苦ではなかった。そして、未踏の領域に挑戦しそれを開拓するときにおいて自らの力を最大限に発揮した。彼女は次第に2つの技を習得していき、1976年5月のソビエト連邦カップの際に初めて試合でテストし、これを成功させた。こうして7月にキムにとって初めての五輪を迎える。

### オリンピックと世界選手権
1976年7月、カナダのモントリオールで五輪大会が開催された。五輪の開幕前、この大会の女子体操競技に関しては各国際大会でその強さを示す14歳の王者コマネチと前回1972年ミュンヘン五輪で個人総合を制したツリシチェワ、前回五輪で種目別の平均台とゆかを制したコルブト、そして5月のソビエト連邦カップでツリシチェワとコルブトに勝利したキムの4人を中心とした戦いになるものとメディアは予想していたが、実際に大会で女子体操競技が始まると次第にキムとコマネチの対決との様相を呈し、2人の対決は女子体操競技の焦点として大いに注目を集めた。
キムはこの大会の跳馬で抱え込みツカハラ跳び1回ひねり、ゆかで後方抱え込み2回宙返りを見せ、いずれも世界で初めて成功させた。団体総合で金メダルを獲得した後、個人総合決勝では五輪大会の跳馬で史上初の10点満点を出して銀メダルを獲得した。五輪大会の体操競技で10点満点を記録するのは、この大会の団体総合予選・段違い平行棒の規定演技で史上初めて記録したコマネチに次いで史上2人目となった。種目別でも跳馬の予選で9.850点、決勝で9.950点をマークし、合計19.800点で大会2つ目の金メダルを獲得。ゆかでは予選で9.850点を出し、9.925点をマークした1位ツリシチェワと0.075点差の2位で決勝に臨んだ。決勝では先に演技したツリシチェワが9.900点をマークして予選との合計で19.825点とし、金メダル獲得のためには9.975点以上を出すことが必要な状況となったが、演技の冒頭で高い跳躍から後方抱え込み2回宙返りを決めてそのままミスなく演じ切り、10点満点の採点を受けて予選との合計で19.850点とし、0.025点差でツリシチェワを逆転して金メダルを獲得した。五輪大会のゆかで10点満点を記録するのは史上初めてだった。ヴァレンティーナ・コソラポワが振付を担当したゆかの演技の音楽は、前年の欧州選手権とソビエト連邦選手権に引き続いて『サンバ』が使用された。キムはこの大会で3つの金メダルを獲得して実施された女子体操競技6種目のうち半数を制し、同じく3つの金メダル（個人総合、段違い平行棒、平均台）を獲得したコマネチとともに女子体操競技の金メダルを分け合った。また、キムは1つの銀メダルと合わせて合計4つのメダルを獲得し、彼女はその女性美と、華麗さと優美さと激しさとを合わせ持つ演技スタイルをファンから称讃された。
当時、キムに関心を抱いたカナダ国立映画制作庁（英: National Film Board of Canada、略称：NFB）はジャック・ボベをプロデューサー、ジョルジュ・デュフォーとピエール・ベルニエを共同監督に起用してモントリオール五輪での彼女の姿を丹念に描写し、アスリートとその背後にある人間としての姿をテーマにした28分間のドキュメンタリー映画『Nelli Kim』を制作した。この作品は1978年に一般公開され、21世紀に入ってからはNFBの公式ウェブサイトやYouTubeのNFB公式チャンネルでも公開されている。この映画についてキムは、カナダの国立映画会社が伝統的なオリンピック記録映画ではなく、モントリオール五輪に参加している6人の選手たちに焦点を当てた斬新な映画の制作を決定し、その6人のうちの1人として彼女も選ばれたと語っている。
モントリオール五輪の結果、キムは数多くの称賛を受け、国からも表彰を受けたが、やがて困難な時期を過ごすことになった。この時期に彼女は体操競技選手としてできることは全てやり尽くしたため、今後は別の人生を歩もうと考えてコーチに現役引退を申し出ている。それまで目指してきた五輪が終わって目標を失い、どのように生きるべきかがわからなくなっていたのである。コーチは驚いて引き留めたが、彼女はシムケントを離れタタール自治ソビエト社会主義共和国（現ロシア連邦タタールスタン共和国）カザン近郊の小さなタタールの村マジリヘ行った。そこは母の故郷で、キムが幼少の頃によく行っていた思い出の場所である。マジリの親戚の家で、しばらく自然と触れ合う生活を送った。そうする中で現役続行の意欲を取り戻した彼女はトレーニングを再開させて1977年5月の欧州選手権プラハ大会に出場したが、その直後に身体に異変を感じ病に倒れた。病気は深刻なものだった。医師は、当分の間は激しい運動をしてはいけないと彼女に告げた。病気で休養している間にキムは結婚し（詳細は『結婚生活と家族』のセクションを参照）、夫が住む白ロシア・ソビエト社会主義共和国（現ベラルーシ共和国）のミンスクに移って、現地の陸軍スポーツクラブに加入した。
ミンスクでは夫のコーチであるニコライ・パヴロヴィッチ・ミリグロの指導の下で競技生活を続けることとしていたが、依然としてトレーニングができない状態は続いた。1960年ローマ五輪の銀メダリストであるミリグロはキムに助言を送るとともに、彼女はまだ衰えとはほど遠く競技生活を続ける能力を十分に持っていると確信していた。約半年間のブランクを経て病気から回復したキムはミリグロの下でトレーニングを再開し競技生活に復帰したが、その直後に虫垂炎で入院するなどの不運が重なって本調子に戻るのは遅れ、復帰初戦となった1978年8月のソビエト連邦カップでは個人総合16位に終わった。しかし、当時のソビエトチームは長年チームを支えてきたツリシチェワとコルブトが引退して去り、エレナ・ムヒナ、ナタリア・シャポシュニコワ、マリア・フィラトワら若い選手が主体の困難な時期にあったため、経験を買われて10月に開催される世界選手権ストラスブール大会のソビエト代表に選ばれた。
こうして迎えたストラスブール大会はキムにとって約1年半ぶりの国際大会ではあったが、ブランクによる遅れを取り戻すかのような好演技を示した。跳馬では伸身ツカハラ跳び1回ひねり、ゆかでは後方屈身2回宙返りをそれぞれ世界で初めて成功させて合計3つの金メダル（団体総合、跳馬、ゆか）を獲得。個人総合でも銀メダルを獲得し、金メダルのムヒナ、銅メダルのシャポシュニコワとともにソビエトチームで個人総合の表彰台を独占した。翌1979年は医師から足首の故障がひどくなっているとの診断を受けたため、当初は大会に出ることを控えていたが、不安に陥ったキムは医師の診断にかかわらず出場することを決めた。そして、11月に彼女にとって最高の大会となる世界選手権フォートワース大会を迎える。
フォートワース大会の個人総合は予選で39.250点のキムと39.175点のマキシ・グナウク（東ドイツ）、39.150点のフィラトワ、39.125点のメリタ・リューン（ルーマニア）と4人が0.125点差以内に並ぶ僅差の接戦となったが、決勝ではキムが4種目全てで9.850点をマークする安定感を見せて39.400点を記録し、予選との合計で78.650点として78.375点のグナウクを0.275点差で上回り、初の金メダルを獲得した。個人総合での勝利は、どの種目別での勝利よりも高い価値があると考えていた彼女にとって、この金メダルは現役生活中で最高のメダルとなった。この大会でのソビエトチームは前回の世界選手権で個人総合を制したムヒナを脚の骨折で欠くなどして戦力が低下しており、その結果、個人総合に先立って行われた団体総合で、ソビエトは世界選手権とオリンピックを通じて長年守り続けてきた王座をルーマニアに明け渡していた。そのため、個人総合での金メダルは落胆していたチームを救うために戦って獲得したものだった。モスクワの振付師ガリーナ・ウラジーミロヴナ・サヴァリナが振付を行ったゆかの演技の音楽はサンタ・エスメラルダの『朝日のあたる家』が用いられ、この曲はモスクワ五輪でも使用された。
翌1980年6月にモスクワのルジニキ・スポーツパレスで開かれたソビエト連邦選手権において個人総合で金メダルを獲得した後、キムは平均台の演技で着地の際に行う新しい技の仕上げに入った。この高難度な技を新たに開発するために彼女は約3年間の歳月を費やしている。しかし、その後、古い病気を再発させ、モスクワ五輪の開幕を目前に控える中でベッドで静養しなければならないことになった。ベッドで不安な日々を過ごし、一時はモスクワ五輪への出場も断念したが、病気からは急速に回復し復帰後のトレーニングでも以前と変わらない姿を見せた。こうした困難な状況を経ることで、それまで幾多の辛酸を経験してきたキムの闘志はかえって高まった。
そして、1980年7月、キムにとって現役最後の競技大会となるモスクワ五輪が開催された。エレーナ・ダヴィドワ、シャポシュニコワ、フィラトワらからなる若いソビエトチームを率い、団体総合決勝では394.900点をマークして393.150点のルーマニアを1.750点差で上回り金メダルを獲得した。ソビエトは前年の世界選手権で失った団体総合の王座を取り戻すとともに、この種目で1952年ヘルシンキ五輪から8大会連続の五輪金メダル獲得を決めた。また、キムは団体総合決勝の平均台の演技で「側方宙返りからの後方抱え込み宙返り」という難度の高い終末技を世界で初めて成功させた。この技はFIGにより「キム」と命名され、『FIG女子体操競技採点規則2017年 - 2020年版』でもE難度に指定されている。種目別のゆかでは予選で9.925点のスコアを出してコマネチと並び、大会最後の女子体操競技の金メダルをかけて臨んだ決勝では両者とも9.950点をマークして合計19.875点でコマネチとの同点優勝になった。ゆかの表彰式では長年のライバルだったコマネチとともに表彰台の頂点に立ち、そこでキムはコマネチに「もう、終わるのね？」と語りかけた。コマネチはキムに「ええ、終わりね」と答えた。モスクワ五輪で金メダル2つを獲得した彼女は、この大会を最後に現役を引退した。キムが体操演技で示す表現は、非常に女性らしい優美さと激しさ、そして強いカリスマ性を合わせ持ち、それによって彼女は人々に長く記憶されているとFIGは評している。

### 競技生活引退後

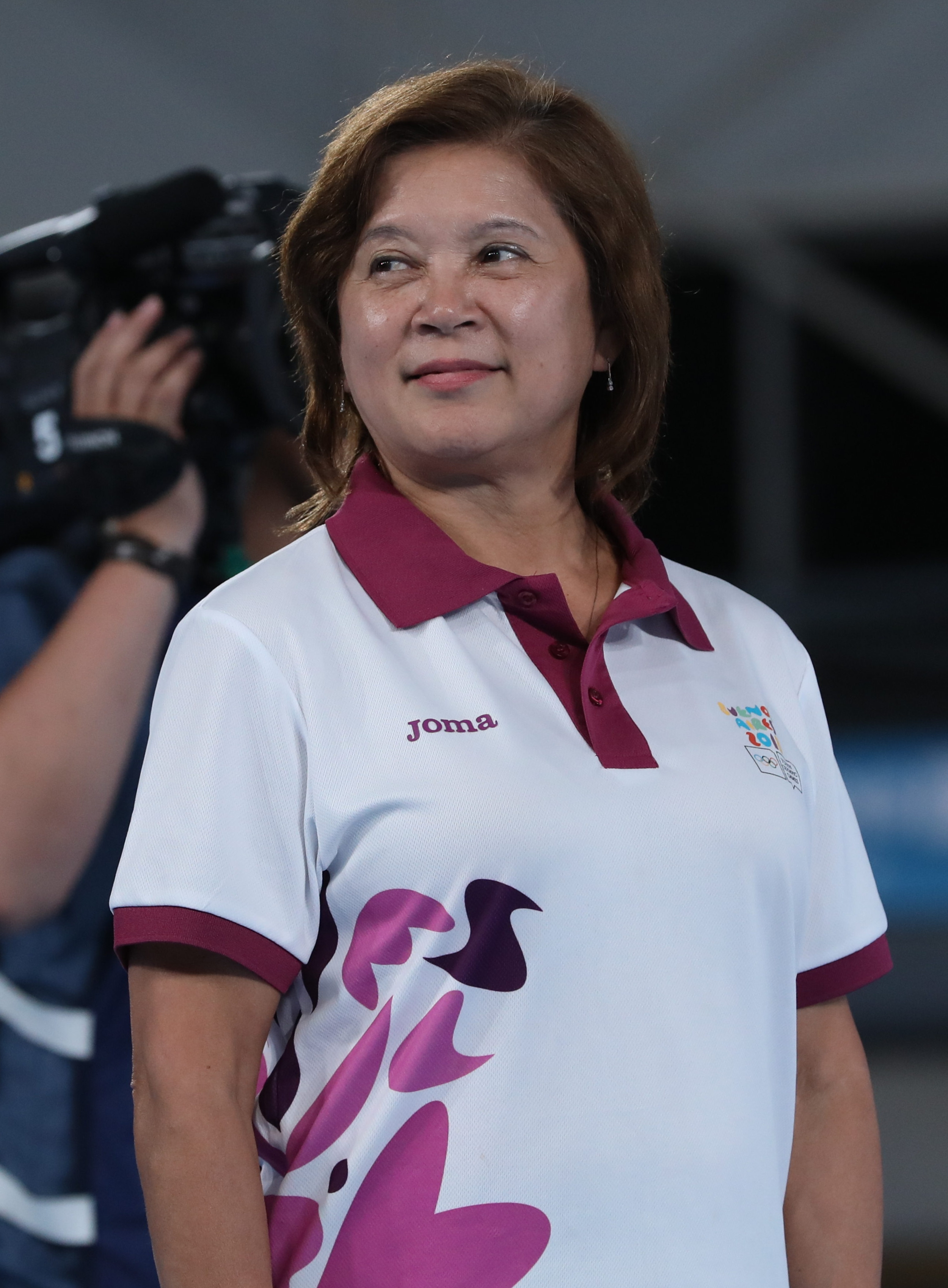
2018年ブエノスアイレスユースオリンピックにて

競技生活から引退した後はコーチ、審判員として活動している。自分自身の競技経験を伝えるべく、1983年から白ロシアの国家代表コーチおよび体操競技審判委員会委員長を務め、韓国、イタリア、米国でもコーチを務めた。また、欧州選手権、世界選手権、オリンピック大会をはじめとする数多くの国際競技大会で審判員を経験し、1976年以降の全ての夏季オリンピック大会に何らかの形で貢献している。1996年にはFIG女子体操競技技術委員会（英: Women’s Artistic Gymnastics Technical Committee、略称：WTC）の委員に選ばれ、2000年にWTCの副委員長に就任した。その後、2004年10月22日にトルコのアンタルヤで開催されたFIG第75回総会でWTCの委員長に選出された。
WTCの委員長としてキムは2006年の採点法変更に尽力した。それは体操競技において10点満点方式を終わらせ、上限のない採点を導くものだった。1990年代から細かな採点法の変更は行われてきたが、2006年の急進的な採点法変更の大きな誘因となったのは2004年のアテネ五輪で続発した審判員の採点をめぐる一連のトラブルだった。これらのトラブルにはポール・ハム（米国）、アレクセイ・ネモフ（ロシア）をはじめとする複数の選手らが巻き込まれている。キムやブルーノ・グランディ会長などのFIGの役員たちは将来において同様のトラブルが発生することを防止して体操競技の採点への信頼性を確保するとともに、審判員などによる人的なミスを排して各選手の演技・技術をより公正かつ正確に判定するためには、従来の採点法を抜本的に見直す急進的な変革が必要だと考えたのである。この動きはファンやアスリートの間でも論争の的になった。FIGの役員らは、新採点法は旧採点法で多くの採点をしてきたFIGの委員や審判員からの助力と助言で立案されたのだと指摘し、最終的な採用の前にメジャーな国際大会でこのシステムをテストすると強調した。最終的に新採点法は、大きな大会としては2006年の世界選手権オーフス大会から正式に導入された。
初選出の2004年10月以来、3期12年間にわたってWTCの委員長を務めた後、2016年10月19日に東京のヒルトン東京お台場で開催されたFIG第81回総会において、キムは国際体操連盟の副会長に選出された。

### 結婚生活と家族
最初の結婚相手は同僚の体操競技選手ウラジーミル・アカソフだった。1976年夏にキムがアカソフの誕生日パーティに招待されたことで2人は知り合い、翌1977年に結婚。キムはシムケントを離れ、夫が住むミンスクに移ったが、この結婚は長くは続かなかった。2人目の夫はソビエトの自転車競技選手ヴァレリー・イワーノヴィッチ・モヴチャンである。モヴチャンはキムと同じレニナバード州の出身で1980年モスクワ五輪自転車競技男子団体追い抜きで金メダルを獲得し、1982年世界自転車競技選手権大会でも同種目で金メダルを獲得している。2人はモスクワ五輪で出会って結婚し、1980年代半ばには娘が誕生。その娘はキムの名前にちなんで「ネリー」と名付けられた。
しかし、その後モヴチャンとも離婚して娘とともに米国ミネソタ州のミネアポリスへ居を移した。2017年8月にベラルーシのニュースサイト「ミンスク・クーリエ」とのインタビューで、キム自身は引き続きミネアポリスに居住しており、娘は医科大学の学生で夫と子供とともに米国のシカゴに住んでいると語っている。

### 学業
1978年にアルマトイのカザフ体育研究所体育学部を卒業し、1985年に白ロシアのミンスク社会科学院を修了。2012年にサンクトペテルブルクのレスガフト記念体育大学にて教育博士号を取得している。博士論文は『体操競技における優秀な審判員の養成』である。この論文はオープンアクセスにされており、サンクトペテルブルクのロシア国立図書館は一定のコピー制限を施して、インターネット上でこれを公開している。

### ニックネーム
ソビエトのチームメイトやコーチの間でのニックネームは「キマネリー」だった。ある日、ツリシチェワのコーチであるウラジスラフ・スティパーノヴィッチ・ラストロツキーがキムを慌てて呼んだとき、うっかり大声で「キマネリー、電話だ！」と言ってしまった。ラストロツキーは一瞬、彼女の姓（キム）と名前（ネリー）を混同したのである。それ以来、キムは「キマネリー」というニックネームで呼ばれるようになった。
2014年7月にカザフスタンのテレビ局「KAZsport」がこのニックネームをタイトルに使用し、キムに関するドキュメンタリー番組『私たちのキマネリー』を制作・放送した。初放送の際には彼女自身もカザフスタンを訪問している。

## キムに由来する体操競技の技名の一覧
キムが国際体操連盟公認の大会で最初に成功させた技は7つ存在する。キムに由来する体操競技の技名は、次の通りである。
| 種目   | 技名 | 内容                                              | 難度   | 採点規則に掲載された大会       |
| ------ | ---- | ------------------------------------------------- | ------ | ------------------------------ |
| 跳馬   | キム | 前転跳び1回半ひねり                               | 3.60 P | 1974年ヴァルナ世界選手権       |
| 跳馬   | キム | 抱え込みツカハラ跳び1回ひねり                     | 4.10 P | 1976年モントリオール五輪       |
| 跳馬   | キム | 伸身ツカハラ跳び1回ひねり                         | 4.80 P | 1978年ストラスブール世界選手権 |
| 平均台 | キム | 平均台の端での片足踏み切り抱え込み宙返り1回ひねり | C      | 1976年モントリオール五輪       |
| 平均台 | キム | 側方宙返りからの後方抱え込み宙返り                | E      | 1980年モスクワ五輪             |
| ゆか   | キム | 後方抱え込み2回宙返り                             | D      | 1976年モントリオール五輪       |
| ゆか   | キム | 後方屈身2回宙返り                                 | D      | 1978年ストラスブール世界選手権 |

技の難度は、『FIG女子体操競技採点規則2017年 - 2020年版』に規定されているものに基づく。

## オリンピック大会以外での成績
| 年   | 大会               | 個人総合 | 団体総合 |    |    |    |    |
| ---- | ------------------ | -------- | -------- | -- | -- | -- | -- |
| 1973 | ソビエト連邦選手権 |          |          |    | 金 |    |    |
| 1974 | 世界選手権         |          | 金       |    |    | 銅 |    |
| 1974 | ソビエト連邦カップ | 銀       |          |    |    |    |    |
| 1974 | ソビエト連邦選手権 | 銅       |          | 銀 | 銀 |    |    |
| 1975 | ヨーロッパ選手権   | 銀       |          | 銅 | 銅 | 銀 | 金 |
| 1975 | ソビエト連邦カップ | 銀       |          |    |    |    |    |
| 1975 | ソビエト連邦選手権 | 金       |          | 銀 | 金 | 金 | 金 |
| 1976 | ソビエト連邦カップ | 金       |          |    |    |    |    |
| 1976 | ソビエト連邦選手権 |          |          | 金 | 銀 | 金 |    |
| 1977 | ヨーロッパ選手権   | 銅       |          | 金 |    | 銀 | 銅 |
| 1978 | 世界選手権         | 銀       | 金       | 金 |    |    | 金 |
| 1978 | ソビエト連邦選手権 |          |          | 銀 |    |    |    |
| 1979 | 世界選手権         | 金       | 銀       | 銅 |    | 銀 | 銀 |
| 1979 | ワールドカップ     | 銀       |          | 銅 |    | 銅 |    |
| 1979 | ソビエト連邦選手権 |          |          | 銀 | 銀 |    | 金 |
| 1980 | ソビエト連邦選手権 | 金       |          |    |    |    |    |